# Teletypesetter
Das Teletypesetter-System (TTS) wurde für den Schnell- und Fernsatz verwendet. Mit den einzelnen Komponenten des Systems lassen sich verschiedene Schriftsetzmaschinen steuern. Die Methode der Datenfernübertragung ähnelt der des Fernschreibers.
Die zu setzenden Buchstaben wurden über einen elektronischen Perforator eingegeben. Dieser bestand aus einer Schreibmaschinentastatur mit zusätzlichen Steuertasten und einer Vorrichtung zum Prägen von Lochstreifen. Dieser enthielt in kodierter Form Schriftzeichen und Steuerbefehle für die Setzmaschine (siehe auch: Lochkarte). Die Zeilenbreite wurde vor dem Satz der Zeile eingestellt, eine Zähleinrichtung zeigte den verbliebenen Raum an.
Zur Fernübertragung wandelte der Lochstreifensender die Signale in elektrische Impulse um, die dann über Draht gesendet werden konnten. Der Sender schaffte dabei bis zu 520 Impulse in der Minute. Der Lochstreifenempfänger prägte einen zweiten Lochstreifen. Ein Klarschreibgerät wurde parallel geschaltet, das den Klartext des Lochstreifens abdruckte. Schließlich wurde der Lochstreifen in den Setzautomat an der Setzmaschine eingelegt. Dieser steuerte dann den Setzvorgang.
Das Teletype-System gab es auch in einer stationären Version, dabei wurden dann nur der Perforator und das Lesegerät, bzw. der Setzautomat eingesetzt.
Über den elektronischen Perforator konnte Text etwa doppelt so schnell eingeben werden wie über den mechanischen Taster an der Setzmaschine. Der Setzautomat steuerte die Setzmaschine mit durchschnittlich 20000 Zeichen in der Stunde an.
Das System wurde bei der Lumitype oder als „Lino-Quick Perforator“ bei der Linotype-Quick eingesetzt. 